# 岱仙岩
岱仙岩、大仙岩是位于福建省漳州市龙海区九湖镇田中央村圆山:68—69，由于一座道教庙宇构成的景点，称康长史祠、康仙祠、仙祖庙、昭仁庙。是漳州最早的道教正一道的发源地之一。亦是当地知名的旅游景点:68—69。
“岱仙”是闽南话“大仙”之意，“岩”暗指石头山上的寺庙或道场。